# Fortuna-Denkmal

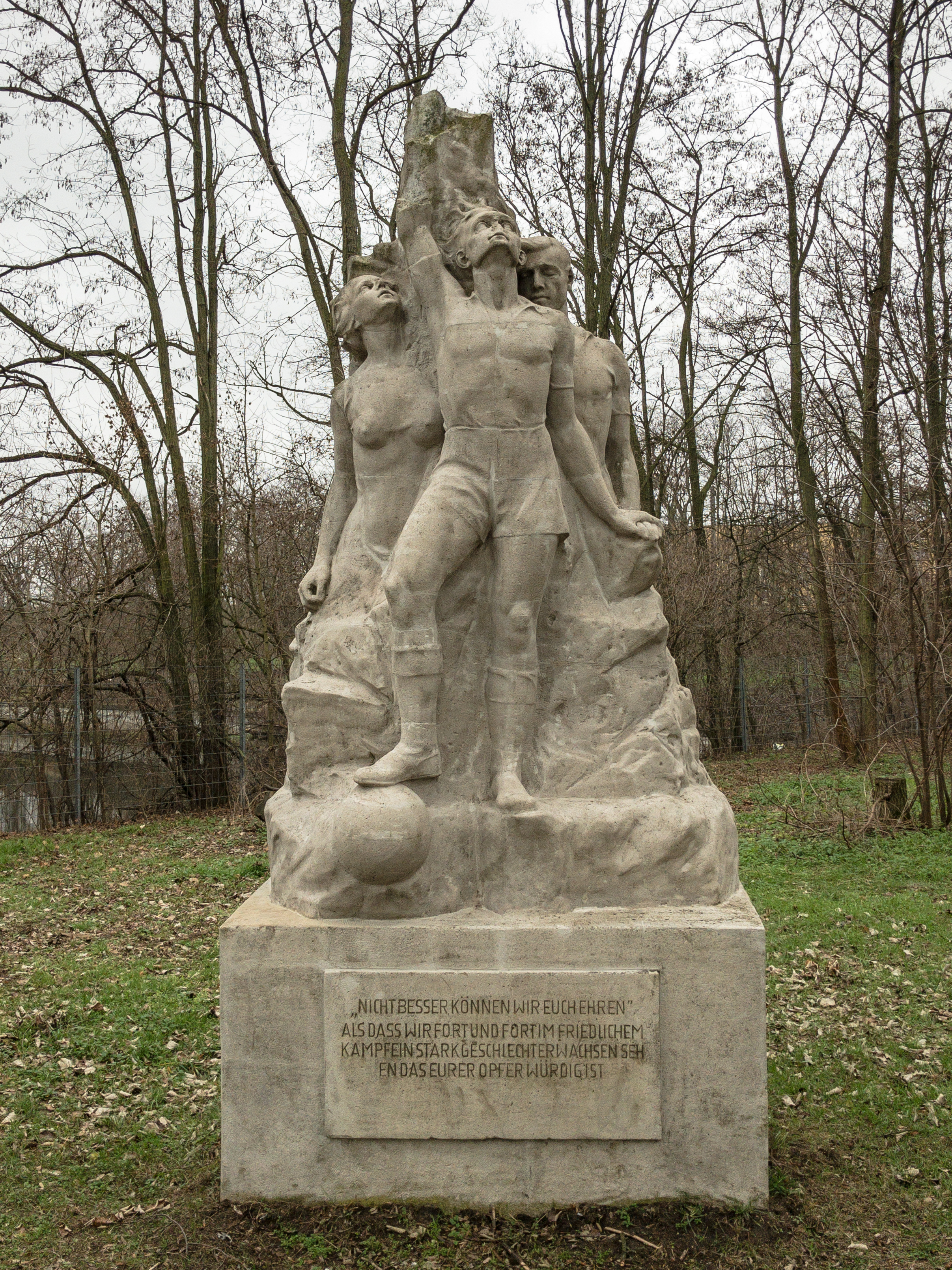
Fortuna-Denkmal Magdeburg Schöppensteg

Das Fortuna-Denkmal ist ein unter Denkmalschutz stehendes Kriegerdenkmal in Magdeburg in Sachsen-Anhalt, im Stadtteil Neue Neustadt. Errichtet wurde es wahrscheinlich im Jahr 1930, in der Liste der Kulturdenkmale in Neue Neustadt ist es seit dem 30. Juli 2001 unter der Erfassungsnummer 094 71209 als Kleindenkmal verzeichnet.
Das Kriegerdenkmal steht am Rande des Sportplatzes „Fortuna“. Der Bildhauer Fritz Hertel schuf es zum Gedenken an die im Ersten Weltkrieg gefallenen Sportler. Es zeigt eine Skulptur aus drei überlebensgroßen Sportlern in Kalkstein auf einem Sockel aus Backstein-Mauerwerk mit Kunststeinvorsatz. In der Mitte befindet sich ein Fußballer, bei dem der Kopf und der zum Fahnengruß erhobene Arm beschädigt sind.
Die Inschrift lautet: